# Frederik Stang

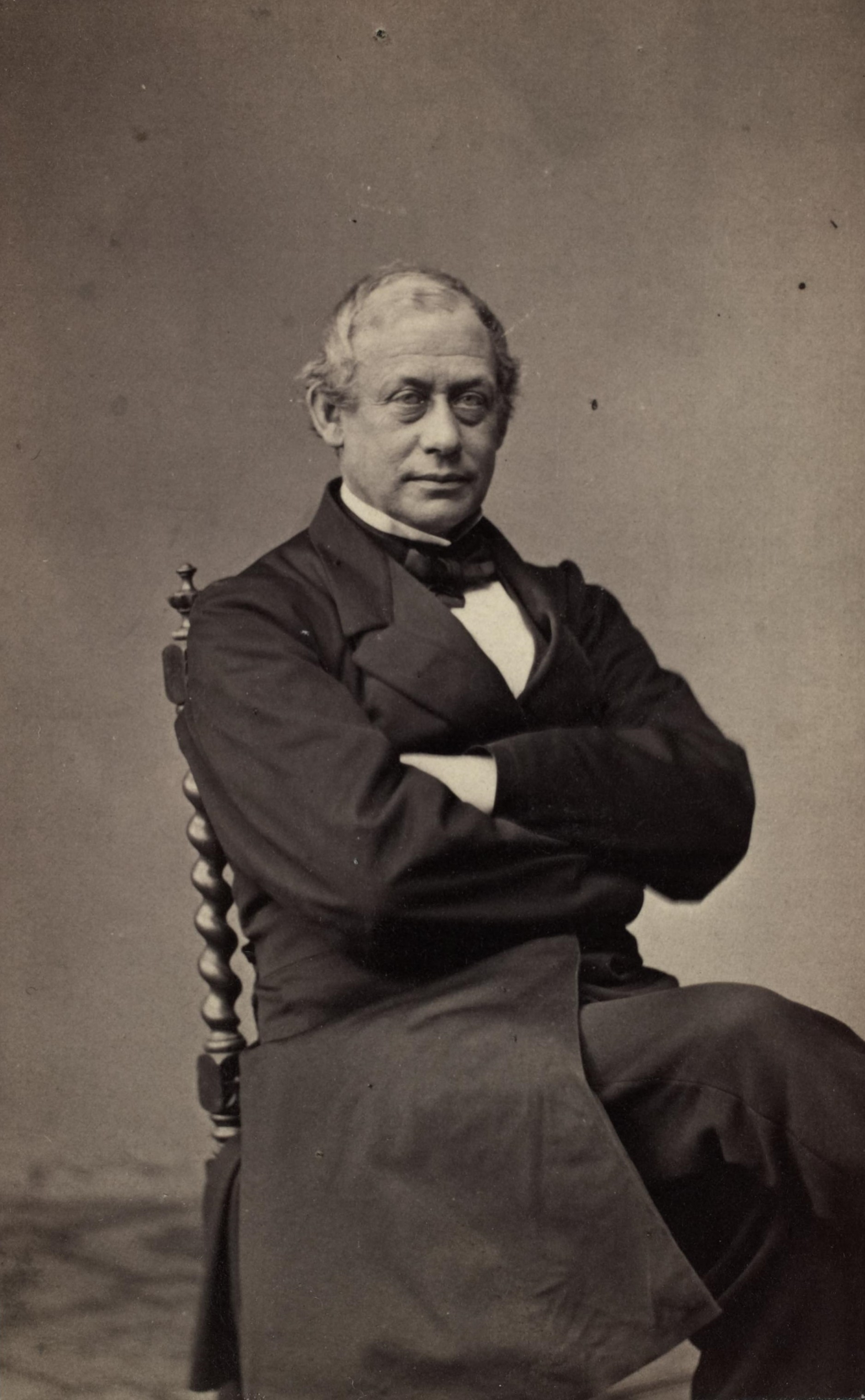
Frederik Stang

Frederik Stang (* 4. März 1808 auf dem Hof Nordre Rostad in Stokke, Vestfold; † 8. Juni 1884 auf dem Hof Helgerud in Bærum, Akershus), der sich bis zum Beginn der 1830er Jahre „Friederich Stang“ schrieb, war ein norwegischer Jurist und Politiker.

## Leben und Laufbahn

### Anfänge
Sein Vater war der Prokurator und späterer Bezirksrichter (Sorenskriver) Lauritz Leganger Stang (1775–1836), seine Mutter war Johanne („Hanna“) Margrethe Conradi (1780–1820).
Er wuchs in ärmlichen Verhältnissen auf. Sein Vater war ein schlecht bezahlter Richter erst in Ryfylke und später in Nordhordland der kaum die Ausbildung der Kinder finanzieren konnte. So waren die ersten Schuljahre in Stavanger privat. Aber mit 13 Jahren kam Stang in die Lateinschule in Bergen. Dort ging er mit 16 Jahren ab und bestand das Examen artium als Bester von 62 Schülern. Das Zulassungsexamen zur Universität bestand er mit Auszeichnung (praeceteris). Schon während der Lateinschule musste er sich mit Privatunterricht seinen Lebensunterhalt verdienen, und in Oslo arbeitete er neben seinem Studium als Lehrer.
In den ersten Studienjahren war er mit Henrik Wergeland gut befreundet. Mit der Zeit wuchsen aber die Differenzen. Das ausschweifende Studentenleben mit Wergeland an der Spitze stand in starkem Gegensatz zu seinen Idealen der Genügsamkeit und des Pflichtbewusstseins. Er war aktiv in „Det norske Studentersamfund“ (Der norwegische Studentenverband), aber verließ den Verband zusammen mit anderen und wechselte zum Studentenverein „Intelligensen“, ein Kreis der begabtesten Studenten um Graf Wedel: Johan Sebastian Welhaven, Christian Birch-Reichenwald, Bernhard Dunker, Peter Andreas Munch und Anton Martin Schweigaard. Graf Wedel hielt große Stücke auf ihn und sah in Stang seinen Nachfolger in der norwegischen Politik. Stang war Redaktionsmitglied in Vidar, der Zeitung von „Intelligensen“.
Nachdem Stang 1828 das juristische Staatsexamen abgelegt hatte, veröffentlichte er im Morgenbladet einen Artikel über das Haftungsgesetz, der auch Einfluss auf die Gesetzesbehandlung im Storting hatte. Man erkannte seine besondere Begabung, und 1829 wurde er Dozent (Vorleser) an der juristischen Fakultät und zwei Jahre später Lektor. Er und Ulrik Anton Motzfeldt haben die eigenständige norwegische Rechtswissenschaft grundgelegt. Stangs Vorlesungen über das Naturrecht zirkulierten als Manuskript noch 30 Jahre lang unter den Studenten. Seine Vorlesungen über Staatsrecht waren noch zehn Jahre Grundlage für das Studium des Verfassungsrechts.
In einer systematischen Darstellung „Kongeriget Norges constitutionelle eller grundlovsbestemte Ret“ (Das konstitutionelle und verfassungsmäßige Recht Norwegens) aus dem Jahre 1833 und weitere Artikel zu dem Thema in Vidar legte er seine politische Grundanschauung und sein Programm vor. Sein Ausgangspunkt war, dass Norwegen eine „demokratisch-monarchische“ Staatsform habe, in der das Storting Ausdruck des Volkswillens sei, aber dieser Volkswille „vertraut sich selbst nicht“, deshalb habe es dem König durch die Verfassung eine begrenzende und hemmende Macht übertragen. Aber er sah auch die Gefahr eines erstarrten, bürokratischen Systems und forderte eine Wechselwirkung zwischen Volkswillen der überlegenen Einsicht der Regierung. Der so geläuterte Volkswille müsse eine bewegende Kraft in der Politik sein. Seine Auffassung war eine Art elitäre Demokratie. Die Regierung solle durch ihre Prärogative dafür sorgen, dass die Beschlüsse dem Gemeinwohl dienten und nicht nur das Ergebnis von Zufällen oder beschränkten Eigeninteressen seien.
Am 30. März 1833 heiratete er in Christiania Augusta Julie Georgine von Munthe von Morgenstierne (* 12. Oktober 1812; † 30. November 1885), Tochter des Bezirksrichters Bredo von Munthe von Morgenstierne (1774–1835) und Cathrine Elisabeth Fries (1781–1840). Sie bekamen im Laufe der Ehe neun Kinder.

### Berufliche Entwicklung
Aus wirtschaftlichen Gründen legte Stang die Rechtsanwaltsprüfung ab und wurde 1834 Rechtsanwalt am Obersten Gericht. Er war bald der angesehenste Rechtsanwalt, und seine Praxis ging gut. 1837–1845 war er Mitglied des Magistrats von Christiania und gleichzeitig Mitglied verschiedener Kommissionen, so die Kommission zur Reform des Strafrechts, zur Regelung der Beamtenversorgung und zur Änderung der Gerichtsordnung für Norwegen. Er wurde Vorsitzender in „Selskapet for Norges Vel“ (Gesellschaft für das Wohl Norwegens), „Christiania tekniske forening“ (Christianias technischer Verein), „Foreningen mod Brændeviinsdrik“ (Verein gegen Alkoholkonsum).
1837 wurde er zum Regierungsadvokat bestellt, ein Vertrauensposten mit geringen Einnahmen. Es handelte sich um die Beratung der Regierung in schwierigen juristischen Fragen. Eines der Gutachten betraf die Frage, ob Quäker sich ausschließlich in Stavanger niederlassen dürften. Sein Votum führte dazu, dass alle „Dissidenten“ sich überall im Lande niederlassen und ihre Religion frei ausüben durften.
Er wechselte – wieder unter wirtschaftlichen Gesichtspunkten – 1839 zur Norwegischen Bank und wurde deren Rechtsanwalt. Größte öffentliche Aufmerksamkeit erhielt 1845 seine Verteidigung in der Strafsache beim Obersten Gericht gegen den Staatsrat Jørgen Herman Vogt. Nach dessen Freispruch ernannte ihn der König zum Staatsrat und zum Präsidenten des neu geschaffenen Innen-Departementes.
Diese große Arbeitsbelastung zehrte an der Gesundheit. Er wurde 1854 zu einer arbeitsreichen Staatsratsabteilung in Stockholm abgeordnet. Dieser schloss sich eine weitere Abordnung bis zu seinem Ausscheiden aus Gesundheitsgründen 1856 an. Auch wirtschaftliche Schwierigkeit drückten ihn; denn das Staatsratsgehalt war weit niedriger, als sein Einkommen als Advokat gewesen war. Dies fiel bei neun Kindern ins Gewicht. Schließlich wurden sogar Spenden für ihn gesammelt. Das Ergebnis war 17 000 Speziesthaler.
1856 erkrankte er durch die Arbeitsüberlastung. 1857 ging er für ein Jahr zur Rehabilitation in die Schweiz.
Nach seiner Genesung 1858 war er so weit wiederhergestellt, dass er seinen Posten im Departement hätte wieder einnehmen können, wenn dieser nicht infolge einer Neuorganisation des Departements inzwischen von Christian Birch-Reichenwald besetzt gewesen wäre. Stang war sehr gekränkt darüber, und die politische öffentliche Meinung war empört über diesen Schritt der königlichen Regierung. Aber er war für den Kronprinzregenten Karl (den späteren König Karl XV.) zu stark geworden. Stattdessen wurde er ins Storting gewählt.
1861 wurde er Erster Staatsrat in einer neugebildeten Regierung. 1873 wurde er Staatsminister. Es kam zu einem sich allmählich zuspitzenden Konflikt mit dem Storting, der ihn schließlich auch gesundheitlich angriff. 1880 nahm er seinen Abschied. Die von der Regierung vorgeschlagene Erhöhung der Staatsratspension wurde vom Storting abgelehnt. Gesinnungsfreunde veranstalteten daraufhin eine Spendensammlung für eine Ehrengabe. Sie erbrachte 81 000 Kronen, die Stang einem Stipendienfonds der Universität weiterleitete.
1880 bis zu seinem Tode verfasste Stang mehrere staatsrechtliche Abhandlungen. Er starb in seinem Sommersitz in Bærum. Der Beisetzungsfeier in der Dreifaltigkeitskirche wohnte das ganze offizielle Norwegen mit dem König, dem Kronprinzen und seinem Nachfolger Johan Sverdrup an der Spitze bei. Begraben wurde er auf Vår Frelsers gravlund (Erlöserfriedhof) in Christiania.

## Politische Grundeinstellung
Stang war ein ökonomischer Liberaler, verwarf aber wie sein Gesinnungsgenosse im Storting Schweigaard ein uneingeschränktes Laissez–faire. Der Liberalismus müsse ein moralisches Element enthalten und zusammen mit einer dynamischen Staatsmacht dem Wohlstand des Volkes und dessen Gesundheit dienen. Aus dieser Sicht verwarf er das absolute Veto in Verfassungsfragen, weitete aber das aufschiebende Veto auf alle Gebiete aus, die nicht gesetzlich ausdrücklich ausgenommen waren. Unter den von ihm für wünschenswert gehaltenen Verfassungsänderungen war die Aufhebung des Statthalteramtes, der Zugang des Staatsrates zum Storting und die reguläre Behandlung diplomatischer Sachen. Er stand dem in den 1930er und 1940er Jahren unter den Beamten und Intellektuellen populären Skandinavismus sehr skeptisch gegenüber und teilte ihre nostalgische Hingabe an Dänemark nicht. Er verteidigte die konstitutionellen Rechte des Königs, insbesondere sein Recht des absoluten Vetos in Verfassungsfragen.
Das Storting war Vertreter des Volkes, die Regierung wurde als Repräsentant des Königs gesehen. Für die Patrioten war Politik Verteidigung der Verfassung, Wachsamkeit gegenüber dem König und gegenüber seiner Regierung. Die Bauern standen Wache gegenüber der Einmischung der Beamtenschaft. Das Volk und nicht der Staat war die Nation. Für „Intelligensen“, der Stang angehörte, war Politik Angriff, Veränderung, Reform, eine planmäßige Entwicklung nach vorn. Stang achtete des Volkes Wille, meinte aber, dass er „geläutert“ und „gestaltet“ werden müsse. Stangs und die Mitglieder von „Intelligensen“ hatten die Vision eines gemeinsamen Vorgehens von Storting und Regierung zur Entwicklung der Nation. Dieses Zusammenwirken war aber nicht möglich, ohne dass der Staatsrat Zugang zum Storting bekam. Daher setzte sich Stang für eine Zulassung des Staatsrates zu den Verhandlungen des Stortings ein. Anders konnte nach seiner Auffassung die Regierung des Volkes Willen nicht „läutern“ und in dieser geläuterten Gestalt „Politik im Geiste des Volkes“ betreiben. Da aber die Regierung sich aus der Beamtenschaft rekrutierte, blieb diese Steuerungstheorie eine Theorie für diese soziale Elite.

## Erstes Staatsratsamt
Als Mitglied der Regierung befand sich Stang in Gesellschaft älterer verdienter, aber politisch unerfahrener Beamter, die sich als Leiter eines Departements, aber nicht als Mitglied eines Organs begriffen. Der Staatsrat war gutwillig, aber schwach, initiativlos und weit davon entfernt, eine Reformpolitik nach den Bedürfnissen der Zeit zu gestalten. Mit seiner ungewöhnlichen Begabung, seiner Initiative und Arbeitslust machte sich Stang an die Arbeitsgebiete, die dem Innendepartement übertragen worden waren. Dem Innenministerium war im Laufe seiner Amtszeit die Zuständigkeit für Wirtschaft, Versorgung, Medizinalwesen, Post-, Verkehrs-, Kanal-, Bau- und Brandwesen, das Eichwesen, Versicherung, Kommunen einschließlich der Statistik übertragen worden. Er nahm viele seit langem verschleppte Probleme in Angriff. Das galt zum Beispiel für das Straßengesetz, das seit 20 Jahren in Arbeit war und durch seine Initiative in Zusammenarbeit mit der Stortingsopposition 1853 verabschiedet wurde und zu einem bedeutenden Aufschwung im Straßenbau führte. Er erhielt auch weitgehende Unterstützung von den übrigen Staatsräten. Aber er beschränkte sich nicht nur auf die Aufgaben des Innenministeriums, sondern griff auch auf die Zuständigkeitsbereiche anderer Ministerien über. Dadurch kam es zu Irritationen bei seinen älteren Kollegen, insbesondere durch seinen dozierenden Ton, seine Sturheit und sein Temperament. In seiner Amtszeit wurde auch eine Eisenbahnlinie von Christiania nach Eidsvoll in Angriff genommen. Er setzte sich auch für die Verbesserung der Landwirtschaft ein. Auf seine Initiative wurde 1848 in Christiania ein Landwirtschaftskongress abgehalten, dem 1851 ein Kleinbauerngesetz (Husmannsloven = Häuslergesetz) und die Gründung einer Höheren Landwirtschaftsschule (Den høiere Landbrugsskole) in Ås 1854 folgte. Es kam 1851 zur Gründung der „Kongeriget Norges Hypothekbank“, die den Kapitalbedarf der Landwirtschaft deckte. Bahnbrechend war im Gesundheitswesen das erste Psychiatrische Krankenhaus und die Einrichtung eines Medizinalrats, was das Storting erst verwarf, aber 1854 doch bewilligte.

## Verfassungskonflikt

### Erste Regierungskrise
Nach seiner Krankheit war er 1858 nicht wieder auf seine alte Stelle gekommen, sondern wurde in das Storting gewählt. 1859–1860 vertrat Stang Christiania im Storting. 1860 sprach er für den Zugang des Staatsrates zum Storting und stimmte auch mit ab. Aber inzwischen hatten sich die Maßstäbe geändert, und es gab parlamentarische Vorbehalte gegen eine Machtverschiebung zwischen Storting und Regierung. Der Antrag wurde abgelehnt.
Bei einem weiteren Antrag, das Amt des schwedischen Statthalters aufzuheben, was als wesentlicher Schritt zur Gleichberechtigung der beiden Länder angesehen wurde, kam es zu einem Eklat: Das Storting hatte im Vertrauen auf ein Versprechen von König Karl XV. bei seiner Thronbesteigung einstimmig dafür votiert, der König aber sein Veto eingelegt. Er hatte vorher nicht die schwedische Regierung und das schwedische Parlament gefragt. Die schwedische Presse lief Sturm, er habe das gesetzmäßige Verfahren missachtet, seine Kompetenz überschritten. Die Gremien lehnten eine solche Maßnahme ab, und so konnte er sein Versprechen nicht halten. Ein Sonderausschuss empfahl, der Regierung das Misstrauen auszusprechen. Stang stimmte mit anderen gegen diesen Antrag, so dass er abgelehnt wurde. Er war grundsätzlich gegen die dem Antrag zugrunde liegende Auffassung der Ministerverantwortlichkeit. Die schwedische Regierung schlug daraufhin einen gemeinsamen Unionsausschuss mit unbegrenztem Mandat vor, was die norwegische Regierung einstimmig zurückwies. Die Art dieser Zurückweisung erzeugte 1861 einen tiefen Riss innerhalb der Regierung und in deren Verhältnis zum König. Der Regierungspräsident Birch-Reichenwald, sein Schwager Ketil Motzfeldt und der Erste Staatsrat Hans Christian Petersen erklärten daraufhin ihren Rücktritt. Nachdem eine Änderung der Formulierung in der Zurückweisung des schwedischen Vorschlages angenommen war, erklärte sich Stang bereit, in die Regierung einzutreten. Am 17. Dezember 1861 wurde er zum Ersten Staatsrat ernannt.
Die erste Regierungskrise in Norwegen führte zu einer Spaltung der Rechten in der norwegischen Politik. Die Verbitterung des Kreises um Birch-Reichenwald über das Verhalten Stangs bestimmte über Jahrzehnte die Politik. Stang erhielt als Zuständigkeitsbereich das unbedeutende Revisionsdepartement. Diese Position gab ihm auf der anderen Seite die Möglichkeit, die Fäden zu den übrigen Fachdepartements zu spinnen und daraus ein homogenes politisches Organ zu schmieden. Das war notwendig, denn in seine Zuständigkeit fiel auch die immer noch ungelöste Revision des Unionsverhältnisses. Stang war davon überzeugt, dass die Sicherheits- und Wirtschaftspolitik im Interesse beider Reiche lägen. Er hatte genauso wie der Kreis um Birch-Reichenwald und die Stortingsmehrheit das Ziel der Gleichberechtigung der beiden Reiche vor Augen, aber er teilte nicht die Verbitterung des Staatsrates über das Vorgehen Schwedens und lehnte auch die Vorbedingung der Abschaffung des Statthalteramtes für weitere Verhandlungen mit Schweden ab. Er vertraute darauf, dass Schweden die Einmischung in innernorwegische Angelegenheiten bedauern werde. Immerhin erreichte er, dass das Storting die Abschaffung des Statthalteramtes in einem neuen Beschluss ablehnte und so den Weg für eine gemeinsame Unionskommission freimachte, die 1865 ihre Arbeit aufnahm.

### Verteidigungspolitik
Auf Grund seiner kritischen Einstellung zum Skandinavismus hatte er bereits 1848 die Opposition in der Regierung gegen eine militärische Unterstützung Dänemarks unterstützt. Als sich der deutsch-dänische Konflikt zuspitzte, gab es eine Mehrheit in Regierung und Storting für eine militärische Unterstützung Dänemarks. Stang gehörte zur ablehnenden Minderheit. Er befürchtete den ökonomischen Rückschlag durch dieses militärische Abenteuer. Dabei hatte er eine gewisse Unterstützung beim Volk, insbesondere im Westen des Landes, die diesen Krieg aus nüchtern ökonomischer Perspektive betrachteten, aber nicht in Christiania, dem Ostteil des Landes, bei der Rechten in der norwegischen Politik, den Beamten und dem Kreis um Birch-Reichenwald. Im Streit der 1960er Jahre über die Heeresordnung nahm Stang eine differenzierte Haltung ein: Aus ökonomischen und politischen Gründen suchte er den Druck des Königs und des Militärs zu mäßigen, andererseits war er der Überzeugung, dass ein stärkeres Militär für den Anspruch der Gleichberechtigung notwendig sei.

### Weitere Konflikte
Ein erneuter Vorstoß, den Staatsrat zu den Verhandlungen des Stortings zuzulassen, erreichte abermals nicht die erforderliche 2⁄3-Mehrheit. Das Storting hatte das Vertrauen darin verloren, dass die Reform die Stellung der Regierung im Sinne des norwegischen Volkes stärken würde. Die oppositionellen Bauern befürchteten gerade diese Stärkung, und die Beamtenfraktion fürchtete um ihre Unabhängigkeit bei der Abstimmung, da die Beamten ja von der Regierung abhängig waren. Die freimütigen Beamten würden zu „Tanzmeistern und Marionetten.“ Der Verfassungskampf war ein Machtkampf. Die Bauern widersetzten sich der Stärkung der Leitungsfunktion der Eliten. Ein weiterer Vorstoß 1866 erhielt nicht einmal die einfache Mehrheit. Nachdem die Sparpolitik der bäuerlichen Richtung gegen die Auffassung Stangs, der diese für den wirtschaftlichen Aufschwung schädlich hielt, angenommen war, kam 1869 im Storting eine antiministerielle Mehrheit zu Stande. Die politischen Lager drifteten auseinander. Staatsrat Haffner schied durch ein Misstrauensvotum aus der Regierung aus, und Stang holte auf seine Stelle Haffners Kritiker Professor Ole Jacob Broch zum Ärger der Konservativen, wahrscheinlich aber im Hinblick auf die beabsichtigte Revision des Unionsverhältnisses.
Das vom Unionskomitee erarbeitete Papier, das klar die Handschrift Stangs trug, wurde 1867 vorgelegt. Darin war unter anderem die Außenpolitik der schwedischen Regierung zugestanden worden. Aber inzwischen war der Wortführer der Bauernfraktion im Storting Ole Gabriel Ueland gestorben, und von konservativer Seite kam beißende Kritik an dem Papier, insbesondere an der Ausschaltung Norwegens aus der Außenpolitik. So wurde das Papier gegen nur 17 Pro-Stimmen 1871 im Storting verworfen. Damit endete die Bereitschaft Stangs, mit dem Storting zusammenzuarbeiten, und alle entsprechende Tendenzen in der Regierung wurden niedergekämpft. Er sorgte dafür, dass vom Storting beschlossenen Verfassungsänderungen die königliche Bestätigung verweigert wurde. Darauf traten drei Staatsratsmitglieder zurück und wurden durch Konservative ersetzt. Das Storting verabschiedete daraufhin eine Protestadresse, die eigentlich ein Misstrauensvotum war.

### Konfrontation mit dem Storting
Nach dem Thronwechsel 1872 antwortete die Regierung mit einem Vorschlag für andere Verfassungsänderungen, die die Machtverteilung aufrechterhalten sollte. König Oscar II. beunruhigte dieser Konflikt und spielte mit dem Gedanken, Stang gehen zu lassen. Doch da schloss sich der Staatsrat zusammen und drohte den Rücktritt der gesamten Regierung an. Der Konflikt um das Statthalteramt fand seine Lösung in einem Beschluss des Staatsrates nach Behandlung im gemeinsamen norwegisch-schwedischen Staatsrat, indem in Christiania ein Amt des „Staatsministers“ geschaffen wurde. Erster Amtsinhaber wurde am 21. Juli 1873 Stang.
1874 legte die Regierung einen neuen Vorschlag in der Frage des Zugangs des Staatsrates zum Storting vor und verband diesen mit Regelungen über die Bezahlung der Abgeordneten und der Staatsräte. Der Antrag wurde abgelehnt. Stattdessen wurden frühere Beschlüsse des Stortings neu gefasst, verfielen aber dem Veto des Königs. Man hoffte, gemäß der Verfassung durch einen dritten Beschluss das Veto des Königs überstimmen zu können.
Die Wahlen 1876 stärkten die Opposition. Der Haushaltsplan wurde abgelehnt. Das Storting forderte genaue Informationen über die beabsichtigte Verwendung des Geldes. 1880 wurde Christian Selmer Staatsminister. Man fasste man einen erneuten Beschluss zur Verfassungsänderung in der Staatsratsfrage. Er sollte nun zum Storting zugelassen werden. Doch die schwedische Regierung verwies auf das absolute Vetorecht des Königs in Verfassungsfragen, und die Regierung verweigerte die Bestätigung des Gesetzes. Das Storting antwortete am 9. Juni mit der Erklärung, dass der Beschluss des Stortings geltendes Verfassungsrecht sei. Die Regierung verweigerte die Bekanntmachung. Damit kam der Konflikt vor das Reichsgericht. Das Reichsgericht verurteilte diejenigen Regierungsmitglieder, die für die Verweigerung gestimmt hatten, darunter Christian Selmer, zur Amtsenthebung. Die anderen wurden lediglich zu einer Geldstrafe verurteilt.

## Bedeutung
Er war eine zentrale Gestalt im norwegischen Staatsleben und hat die materielle Entwicklung Norwegens Mitte des 19. Jahrhunderts eingeleitet. Sein Kampf um den Erhalt der Machtverteilung – „System Stang“ – führte zu einem erbitterten politischen Streit, der in seinen letzten Lebensjahren seinen großen Einsatz für das Land überschattete.

## Ehrungen
Frederik Stang Mitglied von Det Kongelige Norske Videnskabers Selskab von 1846, der Videnskabs-Selskabet in Christiania (heute Det Norske Videnskaps-Akademi) seit deren Gründung 1857 und der Kungliga Vetenskapsakademien in Stockholm. Er wurde zum Kommandeur des Sankt-Olav-Ordens an dessen Gründungstag 1847 ernannt und erhielt das Großkreuz 1853. Vier Jahre später erhielt er die höchste Auszeichnung des Landes, die Bürgerverdienstmedaille in Gold. Er war Ritter des schwedischen Serafimerorden und hatte das Großkreuz des Dannebrog-Ordens und viele andere ausländische Orden.